# Therizinosauroider
Therizinosauroidea (även kallade Therizinosauroidea eller Therizinosauria) var en överfamilj dinosaurier tillhörande ordningen Theropoda. De levde under kritaperioden och tycks ha överlevt fram tills massutdöendet för 65 miljoner år sedan. Lämningar efter dessa djur har påträffats i Asien (Mongoliet och Kina), samt USA, Nordamerika (Utah och New Mexico). De första lämningarna av gruppen påträffades på 1940-talet, men beskrevs vetenskapligt först 1954.

## Beskrivning
Therizinosauroiderna särskiljer sig från de flesta andra theropoder på flera punkter. Dessa djur har flera anatomiska drag som gjort vissa forskare osäkra på hur de skall klassificeras. De tvåbenta Therizinosauroidea hade små hästliknande huvuden med stora ögon, långa halsar och välutvecklade framben med stora, krökta klor (upp till 70 centimeter långa på Therizinosaurus). Tidiga släkten inom Therizinosauroidea uppvisar relativt stora likheter med många andra coelurosaurier.  Falcarius och Beipaosaurus har långa svansar, slanka kroppar och bäcken och bakben för att kunna röra sig snabbt, och 4-tåiga fötter där första tån inte vidrör marken. Mer typiska släkten uppvisar korta ben och svans, samt bredare fötter där alla tår rör marken, och därtill tunga kroppar med högburet huvud. Denna skillnad har fått forskarna att misstänka att therizinosauroiderna utvecklades från snabba jägare / allätare till klumpiga växtätare. Vad som stöder hypotesen om att de var växtätare är bland annat att tänderna är konlika och bättre lämpade för att äta växter, stora magar för att smälta hård kost, samt de stora klorna, som tros ha använts för att föra grenar till munnen, och kanske för att riva upp termitbon. 

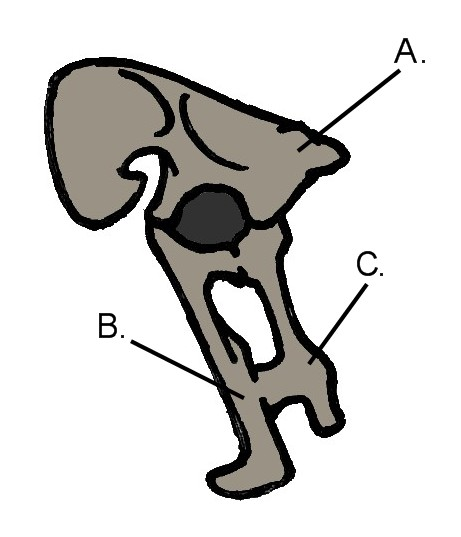
Bäcken av Segnosaurus. A. Ilium, B. Blygdben (Pubis), C. Sittben (Ischium).

 Något annat som är karaktäristiskt för Therizinosauroidea är deras utformning av bäckenet. Medan Beipaosaurus bäcken har ett blygben (Pubis) som pekar nästan neråt, pekar det på många andra släkten snarare bakåt, och är sammanvuxet med sittbenet (Ischium). Detta gjorde det troligen möjligt för therizinosauroiderna att sitta på huk när de skulle äta. Liksom i fallet med många andra grupper av coelurosaurier har forskare under senare år spekulerat i huruvida therizinosauroider hade fjädrar. Eftersom de tillhör kladen Maniraptora (som fåglarna tros vara nära släkt med), och sedan man upptäckt att släktet Beipaosaurus kan ha haft fjädrar, antar några forskare att andra släkten också kan ha haft fjädrar.

## Släkten
Följande släkten i Therizinosauroidea är namngivna och vetenskapligt beskrivna.
Therizinosauridae
- †Beipaosaurus
- †Enigmosaurus
- †Erliansaurus
- †Erlikosaurus
- †Eshanosaurus
- †Falcarius
- †Nanshiungosaurus
- †Neimongosaurus
- †Nothronychus
- †Segnosaurus
- †Suzhousaurus
- †Therizinosaurus

Alxasauridae
- †Alxasaurus